# نيلسون (جورجيا)
نيلسون (بالإنجليزية: Nelson, Georgia)‏ هي مدينة تقع في مقاطعة بيكينز، جورجيا, مقاطعة تشيروكي، جورجيا بولاية جورجيا في الولايات المتحدة. تبلغ مساحة هذه المدينة 2.3 (كم²)، وترتفع عن سطح البحر 377 م، بلغ عدد سكانها 1314 نسمة في عام 2010 حسب إحصاء مكتب تعداد الولايات المتحدة.

## أعلام
- كلود أكينز

## وصلات خارجية
- Cities & Counties - Georgia.gov